# Gasteracantha transversa
Gasteracantha transversa là một loài nhện trong họ Araneidae.
Loài này thuộc chi Gasteracantha. Gasteracantha transversa được Carl Ludwig Koch miêu tả năm 1837.